# 北見平和站

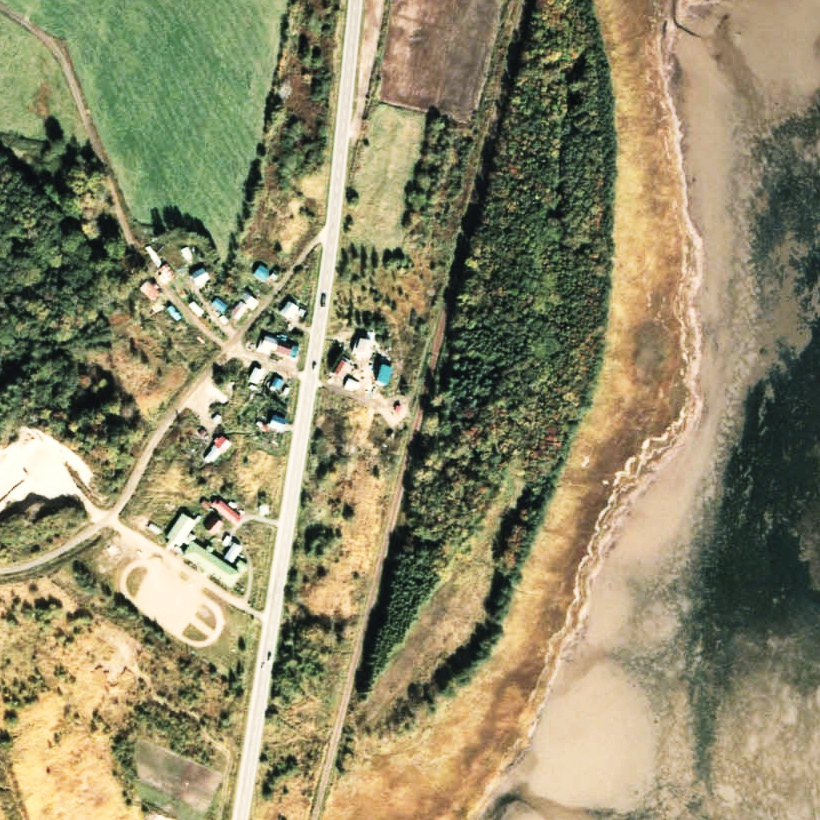
1977年的北見平和站與方圓約500米範圍。下行為網走方向。右邊設有能取湖。圖中可看見單式月台，設有小型候車室。站前設有國道238號行走。從前上方設有向左斜向的細小舊道，在車站啟用當初沒有民居。

北見平和站（日语：／ Kitami-Heiwa eki */?）是位於北海道網走市字平和，日本國有鐵道（國鐵）的湧網線車站（廢站）。隨著湧網線廢線，車站在1987年（昭和62年）3月20日廢除。

## 歷史
- 1949年（昭和24年）10月20日 - 日本國有鐵道（國鐵）湧網東線北見平和臨時乘降場（局（日语：鉄道管理局）設定）啟用[1]。
- 1953年（昭和28年）10月22日 - 佐呂間站至下佐呂間站（後來為濱佐呂間站）之間開通。中湧別站至網走站間全線開通。路線名稱改名為湧網線。
- 1954年（昭和29年）1月1日 - 升級至車站[1]。名為北見平和站[1]。當時可處理旅客和行李[1]。
- 1960年（昭和35年）9月25日 - 結束處理行李[1]，同時成為無人車站。
- 1987年（昭和62年）3月20日 - 湧網線全線廢除，此站也廢除[1]。

## 車站構造

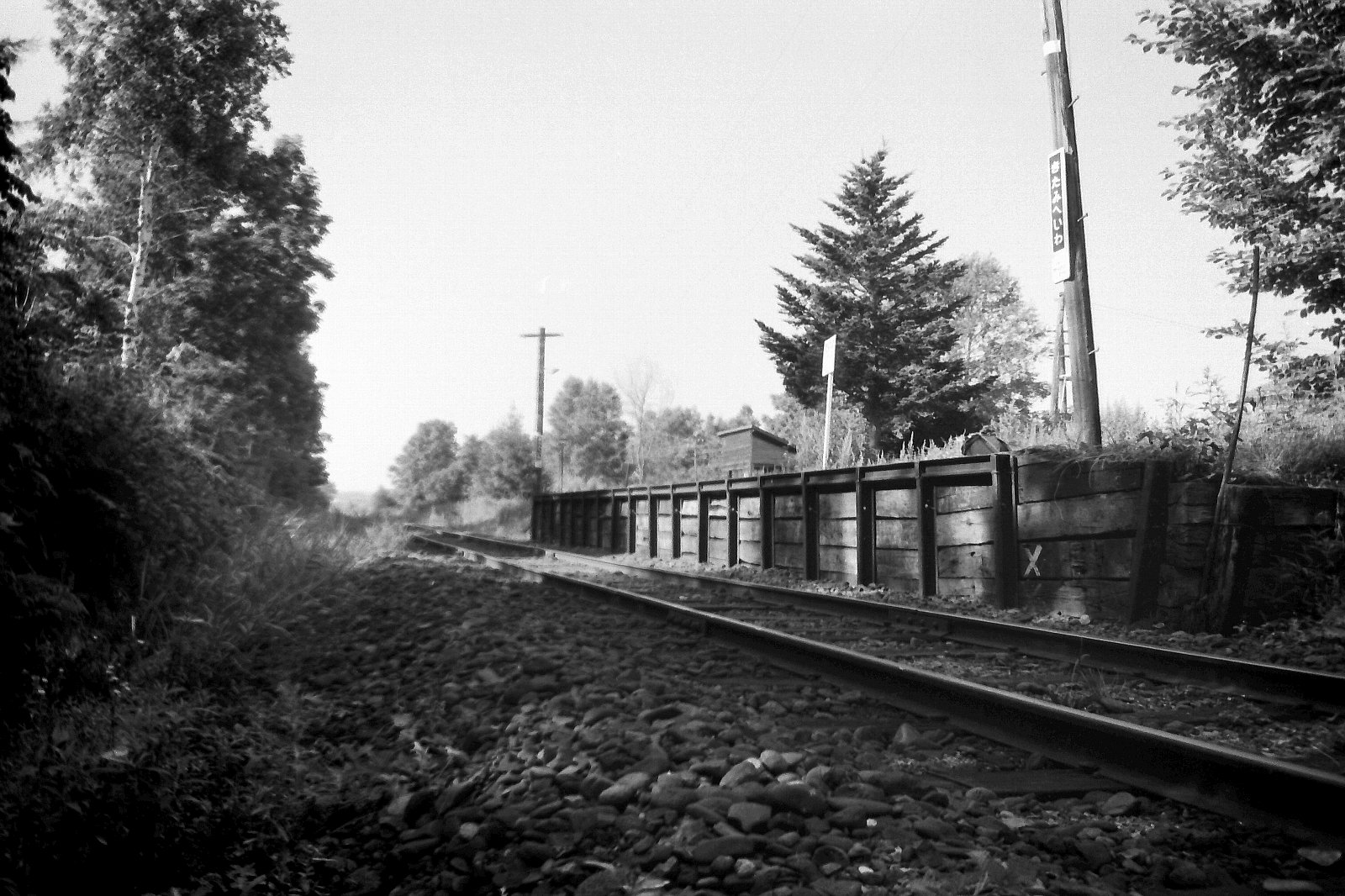
昭和61年拍攝車站，當時北見平和站只有1面1線的月台

截至車站廢除前，車站是一座地面車站，設有1面1線的單式月台。月台位於路軌西邊（網走方向的列車會開啟右邊車門）。此站沒有轉轍器。
此站是無人車站，在有人車站時代把車站大樓撤走了。月台南邊設有候車室。月台重用了路軌和枕木建成。在月台上也寫上了「月台」的牌子。
在臨時乘降場時代，此站是簡易委託車站，當時委托販賣車票業務（從1949年（昭和24年）11月發行的車票作為確認）。

## 站名的由來
車站名稱取自所在地名，並且冠上了舊國名「北見」。地名取自希望當地和平（平和）而命名。由於北海道內的夕張市已經設有夕張鐵道平和站，因此冠上舊國名。

## 車站周邊
車站位於長滿蘆葦等雜草地方。
- 國道238號（日语：国道238号）（鄂霍次克國道）[5]
- 北海道道1087號網走常呂單車徑線（日语：北海道道1087号網走常呂自転車道線） - 使用湧網線廢線遺址用作單車行人專用道路（日语：自転車歩行者専用道路）。
- 能取湖 - 車站東邊約0.2公里[2]。
- 網走巴士（日语：網走バス）「平和」巴士站

## 現況
截至2011年（平成23年），只能確認車站位置。車站遺地長滿了雜草。
車站遺址附近的路軌遺址建設了單車行人專用道路，道路名稱為北海道道1087號網走常呂單車徑線。

## 相鄰車站
日本國有鐵道
湧網線 
能取－北見平和－卯原內
在此站與能取站之間曾經設有中能取臨時乘降場。兩座臨時乘降場在1956年（昭和31年）1月7日啟用，於1972年（昭和47年）2月8日廢除。

## 注腳
1. 1 2 3 4 5 6 7 8  石野哲（編）. . JTB. 1998: 916. ISBN 978-4-533-02980-6 （日语）.
2. 1 2 3 4 5 6  宮脇俊三 (编). . 原田勝正. 小學館. 1983-07: 162. ISBN 978-4093951012 （日语）.
3. ↑  全国停留場を歩く会 (编). . 西崎さいき. 文藝社. 2010-03: 20. ISBN 978-4533078583 （日语）.
4. 1 2 3  太田幸夫. . 富士Comtem. 2004-02: 170. ISBN 978-4893915498 （日语）.
5. ↑  . 地勢堂. 1980-03: 46 （日语）.
6. 1 2  本久公洋. . 北海道新聞社. 2011-09: 106. ISBN 978-4894536128 （日语）.
7. ↑  今尾惠介 (编). . JTB出版. 2010-03: 215. ISBN 978-4533078583 （日语）.